# 西村拓哉
西村 拓哉（にしむら たくや、2003年4月19日 - ）は、日本のアイドル、俳優、歌手、タレント。関西ジュニア内男性アイドルグループ・Lil かんさいの元メンバー。愛称は、ニシタク。
大阪府出身。STARTO ENTERTAINMENT所属。

## 来歴
2014年11月23日、小学5年生の時にジャニーズ事務所に入所し、小学6年生の時に活動を開始する。
2019年1月22日に結成されたLil かんさいのメンバーに選ばれ、2019年2月に『ジャニーズWEST LIVE TOUR 2019 WESTV!』の大阪城ホール公演でファンにお披露目された。
2023年12月14日、女性ファッション誌『ViVi』の人気投票企画「2023年下半期 国宝級イケメンランキング」NEXT部門で1位を獲得した。
2025年4月1日、Lil かんさいとしての活動を一区切りとし、今後は各メンバーが個々に活動していくことを発表した。

## 人物
- 特技はサッカー[4]で空手は黒帯[9]。TBS系バラエティー『炎の体育会TV』の企画「上田ジャニーズ陸上部」ではオーディションに合格し、2期生メンバーに選ばれている[10]。
- 2歳下の弟がいる[11]。

## 受賞歴
- ViVi「2023年下半期 国宝級イケメンランキング」NEXT部門1位[7]

## 出演
個人での出演のみ記載。グループとしての出演はLil かんさいを参照。

### テレビドラマ
- 年下彼氏 episode6「優等生の苦悩」（2020年4月26日、朝日放送テレビ） - 主演・白鳥 役[12]
  - 年下彼氏2 episode1「相性0%」（2024年10月13日、朝日放送テレビ） - 主演・草刈賢斗 役[13][14]
- ジモトに帰れないワケあり男子の14の事情 episode7 「ぼくたちの未来」（2021年5月15日、テレビ朝日） - 主演・雪斗 役[15]
- なれの果ての僕ら（2023年6月28日 - 9月13日、テレビ東京） - 黒田大輝 役[16]
- ワンルームエンジェル（2023年10月20日 - 11月24日、毎日放送） - 主演・天使 役（上杉柊平とW主演）[17]
- I, KILL（2025年5月18日 - 6月22日、WOWOW） - ヒデロウ 役[18]

### 映画
- 東西ジャニーズJr. ぼくらのサバイバルウォーズ （2022年4月1日公開、松竹） - 須藤宙 役[19]
- 恋わずらいのエリー（2024年3月15日公開、松竹） - 要陽一郎 役[20]
- おそ松さん 第2弾（2026年新春公開予定、東宝） - 主演・トド 役（Aぇ! groupと主演）[21]

### テレビ番組
- Jr.選抜!標への道「友達のJくん」（2018年7月3日〔2日深夜〕 - 7月17日〔16日深夜〕、日本テレビ） - 西村 役[22]
- サタデープラス（2020年4月、毎日放送） - 「絶景を走る！」コーナーに嶋﨑斗亜と交代で隔週VTR出演[23]
- 24時間テレビ48 愛は地球を救う（2025年8月30日・31日〈予定〉、日本テレビ） - ytvサポーター[24]

### イベント
- 第39回 マイナビ 東京ガールズコレクション 2024 AUTUMN／WINTER（2024年9月7日、さいたまスーパーアリーナ）[25]

### 舞台
- 少年たち 南の島に雪は降る（2017年8月2日 - 27日、大阪松竹座）[26]
- ちびっ子お笑い七変化 少年KABUKI（2018年5月4日 - 6日、国立文楽劇場小ホール）[27][28]
- 明日を駆ける少年たち （2018年8月4日 - 30日、大阪松竹座）[29]

### コンサート
- 関西ジャニーズJr. 『春休みスペシャルshow 2016』（2016年3月31日 - 4月11日、大阪松竹座）[30]
- 関西ジャニーズJr. 春のSHOW合戦（2017年3月4日 - 28日、大阪松竹座）[31]
- 関西ジャニーズJr. 『X'mas SHOW 2017』（2017年12月1日 - 25日、大阪松竹座）[32]
- 関西ジャニーズJr. Concert 2018 〜Happy New ワン Year〜（2018年1月3日・4日、大阪城ホール）[33]
- 関西ジャニーズJr. 『春休みスペシャルShow 2018』（2018年3月1日 - 24日、大阪松竹座）[34]
- Fall in LOVE〜秋に関ジュに恋しちゃいなよ〜（2018年10月24日 - 11月4日、梅田芸術劇場メインホール）[35]
- 関西ジャニーズJr. 『X'mas Party!! 2018』（2018年11月30日 - 12月25日、大阪松竹座）[36]
- マイナビ サマステライブ2023 俺たちがミライだ!!（2023年8月25日、EX THEATER ROPPONGI） - PAISEN応援隊として出演[37][38]
- 嶋﨑斗亜&西村拓哉Concert2025（2025年10月28日 - 30日予定、Zeep Namba）[39]